# Orthonevra inundata
Orthonevra inundata är en tvåvingeart som beskrevs av Violovitsh 1979. Orthonevra inundata ingår i släktet glansblomflugor, och familjen blomflugor. Inga underarter finns listade i Catalogue of Life.